# Tu sei me
Tu sei me è il quinto album del cantautore italiano Aleandro Baldi, pubblicato dall'etichetta discografica BMG nel 1996.

## Descrizione
L'album, disponibile su musicassetta e compact disc, contiene fra l'altro il brano Soli al bar, interpretato da Baldi insieme a Marco Guerzoni e presentato al Festival di Sanremo 1996, dove si è piazzato all'8º posto nella sezione "Campioni".

## Tracce
1. Tu sei me – 4:45
2. L'astronave – 4:30
3. Soli al bar (feat. Marco Guerzoni) – 4:12
4. Vai di nostalgia – 4:30
5. Il cuore dei cattivi – 4:20
6. Troppo bella per me – 5:00
7. A cuore in giù – 4:20
8. Io di qua tu di là – 4:05
9. Treno – 4:15
10. Marianna senza radici – 4:22

Durata totale: 44:19